# Hans Scholl (astronomo)
| 117539 Celletti    | 17 febbraio 2005 |
| 120040 Pagliarini  | 24 gennaio 2003  |
| 147693 Piccioni    | 11 febbraio 2005 |
| 154991 Vinciguerra | 17 gennaio 2005  |
| 158623 Perali      | 24 gennaio 2003  |
| 167852 Maturana    | 17 febbraio 2005 |
| 177659 Paolacel    | 9 febbraio 2005  |
| 214180 Mabaglioni  | 9 febbraio 2005  |

Hans Scholl (Heidelberg, 14 novembre 1942) è un astronomo tedesco.
Tra il 1999 e 2000 ha lavorato nei team che scoprirono varie lune del sistema solare: Ymir, Paaliaq, Tarvos, Ijiraq, Suttungr, Kiviuq, Mundilfari, Albiorix, Skathi, Erriapo, Siarnaq, Thrymr (lune di Saturno) e Prospero, Setebos, Stefano (lune di Urano).
Il Minor Planet Center gli accredita la scoperta di trentasette asteroidi, effettuate tra il 2003 e il 2005, tutte in collaborazione con Andrea Boattini.
Gli è stato dedicato l'asteroide 2959 Scholl.